# Vanessa Bell Calloway
Vanessa Bell Calloway (Toledo, Ohio, 20 de març de 1957) és una actriu i ballarina estatunidenca. Començant la seva carrera com a ballarina, Bell Calloway és potser més coneguda pel seu paper de princesa Imani Izzi (l'esposa del personatge d'Eddie Murphy) a la comèdia del 1988, Coming to America. En els anys següents, Bell Calloway va aparèixer a What's Love Got to Do with It (1993), The Inkwell (1994), Marea roja (pel·lícula) (1995) i Daylight (1996). Bell Calloway va tenir diversos papers protagonistes en sèries de televisió i pel·lícules, inclosa la primera telenovel·la afroamericana de primera hora, Under One Roof (1995). Més tard, va interpretar papers recurrents a Hawthorne i Shameless. El 2016, va aparèixer a la pel·lícula de drama-comèdia Michelle i Barack i va començar a actuar com Lady Ella Johnson a la telenovel·la de Bounce TV, Saints & Sinners. Bell Calloway és novè candidat al premi NAACP Image Award. Vanessa Bell Calloway ha descobert que els fans de telenovel·les diürnes no obliden mai una cara. "Law", "Equal Justice" i, més recentment, "Dream On". És molt reconeguda pel seu paper de noia dolenta Yvonne Caldwell al telenovel·la "Tots els meus fills" de l'ABC, del 24 d'octubre de 1992.

## Primers anys
Bell va néixer a Toledo, Ohio. Va rebre una llicenciatura en belles arts a la Universitat d’Ohio, on es va convertir en membre de la confraria afroamericana Alpha Kappa Alpha. Calloway també va estudiar dansa amb Alvin Ailey, George Faison i Otis Sallid. Calloway va començar la seva carrera com a ballarina en la producció original de Dreamgirls de Michael Bennett a Broadway. Va ser durant aquest període que Calloway va dirigir el videoclip "Angel Man" per a la cantant soul Rhetta Hughes. També va formar part del conjunt del musical de curta durada Bring Back Birdie.

## Trajectòria
Bell Calloway va començar la seva carrera com a actriu a la telenovel·la diürna de l'American Broadcasting Company, All My Children, el 1985. Després de mudar-se a Los Angeles el 1986, va començar a aparèixer en episodis d’espectacles de primera hora com The Colbys, Falcon Crest, 227, China Beach, A Different World i L.A. Law. Va debutar al cinema al Number One with a Bullet (1987), abans de fer de paper secundari de l'esposa del personatge d'Eddie Murphy a la comèdia del 1988 Coming to America. El 1990, Bell Calloway va coprotagonitzar al costat de Joe Morton a la sèrie dramàtica d'ABC, Equal Justice. Durant la dècada de 1990, Bell Calloway va tenir nombrosos papers secundaris en pel·lícules, incloent What's Love Got to Do with It (1993) al costat d'Angela Bassett, The Inkwell (1994) i Marea roja (pel·lícula) (1995) com a esposa del personatge de Denzel Washington. També va exercir el paper principal en la comèdia d'animació de 1992, Bébé's Kids. Bell Calloway també va tenir nombrosos papers principals i secundaris en les pel·lícules de televisió. El 1995, va coprotagonitzar al costat de James Earl Jones i Joe Morton a la telenovel·la de la CBS, Under One Roof, de curta durada i la primera sèrie dramàtica que compta amb personatges principals afroamericans. Pel seu paper a la sèrie, Calloway va ser nominada al NAACP Image Award per a una actriu destacada en una sèrie dramàtica. També va tenir els papers principals a la sitcom de la NBC, Rhythm & Blues (1992–93), i va actuar al costat de Larry Hagman com la seva xicota en el drama de la CBS, Orleans (1997).
A la dècada del 2000, Bell Calloway tenia els papers recurrents a Boston Public i The District. Va coprotagonitzar pel·lícules com ara Més que amics, germans, All About You, Dawg, Biker Boyz, L'amor no costa res i Cheaper by the Dozen. Bell Calloway també va actuar a The Division, Strong Medicine, The Closer, CSI: Crime Scene Investigation, Dexter, Rizzoli & Isles i Castle. Des del 2010 fins al 2011, va tenir el paper recurrent al drama mèdic de TNT, Hawthorne. El 2011 va començar a aparèixer a la drama-comèdia de curta durada, Shameless.
Al 2016, Bell Calloway va ser escollida com a personatge principal de la telenovela de primera hora de Bounce TV, Saints & Sinners. Ella interpreta a Lady Ella Johnson, la vídua del pastor i manipuladora "Primera Dama de l'Església". També al 2016, Bell Calloway va coprotagonitzar com a futura sogra del president Obama, Marian Shields Robinson, al costat de Tika Sumpter i Michelle Obama, a la pel·lícula de drama-comèdia Michelle i Barack, que es va estrenar al Sundance Film Festival del 2016. També va participar en el drama mèdic de l'ABC, Grey's Anatomy, interpretant a l'advocada d'Arizona.
Al 2018, Bell Calloway va aparèixer a la pel·lícula de drama cristià Unbroken: Path to Redemption i al thriller criminal Dragged Across Concrete. Al 2019 va interpretar a la mare de l’abolicionista Harriet Tubman a la pel·lícula de drama biogràfic Harriet. També repetirà el seu paper d'Imani Izzi a la propera seqüela Coming 2 America.

## Vida personal
Bell Calloway està casada amb l'anestesiòleg Dr. Anthony Calloway des del 1988. La parella té dues filles, Ashley i Alexandra. Ashley va ser una de les estrelles de la sèrie de BET, Baldwin Hills, que es va desenvolupar originalment des del 2007 fins al 2009.
Al 2009, a Bell Calloway se li va diagnosticar un carcinoma ductal, una etapa inicial del càncer de mama. Es va sotmetre a dues lumpectomies i després a una mastectomia. Posteriorment, se li va sotmetre a una cirurgia reconstructiva en què es va utilitzar el teixit de l'estómac per reconstruir el pit. Va explicar la seva experiència en un assaig de l'octubre de 2015 a la revista Ebony, moment en què portava sis anys sense càncer.

## Filmografia

### Pel·lícules
| Any  | Títol                            | Paper                   | Notes                                                                               |
| ---- | -------------------------------- | ----------------------- | ----------------------------------------------------------------------------------- |
| 1987 | Number One with a Bullet         | Dona                    |                                                                                     |
| 1988 | Coming to America                | Imani Izzi              |                                                                                     |
| 1989 | Death Spa                        | Marci Hewitt            |                                                                                     |
| 1992 | Bébé's Kids                      | Jamika                  | Veu                                                                                 |
| 1992 | Why Colors?                      |                         | Curtmetratge                                                                        |
| 1993 | What's Love Got to Do with It    | Jackie                  | Nominada — NAACP Image Award for Outstanding Supporting Actress in a Motion Picture |
| 1994 | The Inkwell                      | Francis Phillips        |                                                                                     |
| 1995 | Marea roja (pel·lícula)          | Julia Hunter            |                                                                                     |
| 1996 | Daylight                         | Grace Calloway          |                                                                                     |
| 1996 | The Cherokee Kid                 | Abby Holsopple          |                                                                                     |
| 1998 | Archibald the Rainbow Painter    | Diana                   |                                                                                     |
| 1998 | When It Clicks                   | Catherine Douglass      | Curtmetratge                                                                        |
| 2001 | Més que amics, germans           | Dr. Thelma Woolridge    |                                                                                     |
| 2001 | All About You                    | Donna                   |                                                                                     |
| 2002 | Dawg                             | Christine Hodges        |                                                                                     |
| 2003 | Biker Boyz                       | Anita                   |                                                                                     |
| 2003 | L'amor no costa res              | Vivian Johnson          |                                                                                     |
| 2003 | Cheaper by the Dozen             | Diana Philips           |                                                                                     |
| 2007 | Stompin'                         | Mrs. Jackson            |                                                                                     |
| 2008 | Lakeview Terrace                 | Tieta Dorrie            |                                                                                     |
| 2009 | Truly Blessed                    | Lynda                   |                                                                                     |
| 2009 | Aussie and Ted's Great Adventure | Mrs. Jones              |                                                                                     |
| 2009 | The Killing of Wendy             | Wendy                   |                                                                                     |
| 2012 | The Undershepherd                | Deaconess Carter        |                                                                                     |
| 2012 | The Last Fall                    | Marie Bishop            |                                                                                     |
| 2012 | The Obama Effect                 | Molly Thomas            |                                                                                     |
| 2012 | A Beautiful Soul                 | Àngel guardià           |                                                                                     |
| 2013 | Holla II                         | Marion                  |                                                                                     |
| 2015 | Message from a Mistress          | Heather                 |                                                                                     |
| 2015 | The Preacher's Son               | Elena                   |                                                                                     |
| 2015 | The Bounce Back                  | Ellen                   |                                                                                     |
| 2015 | Medicine Men                     | Eve                     |                                                                                     |
| 2015 | LAPD African Cops                |                         |                                                                                     |
| 2015 | Hustle vs. Heartache             | Mare de Hustle          |                                                                                     |
| 2016 | Michelle i Barack                | Marian Shields Robinson |                                                                                     |
| 2018 | Dragged Across Concrete          | Jennifer Johns          |                                                                                     |
| 2018 | Unbroken: Path to Redemption     | Lila Burkholder         |                                                                                     |
| 2018 | Her Only Choice                  | Dr. Bailey              |                                                                                     |
| 2018 | Throwback Holiday                | Mildred Anderson        |                                                                                     |
| 2019 | Thriller                         | Sra. Jackson            |                                                                                     |
| 2019 | Harriet                          | Rit Ross                | Nominada — NAACP Image Award for Outstanding Ensemble Cast in a Motion Picture      |
| 2021 | Coming 2 America                 | Imani Izzi              | En postproducció                                                                    |

### Televisió
| Any          | Títol                                           | Paper                       | Notes |
| ------------ | ----------------------------------------------- | --------------------------- | --- |
| 1985         | All My Children                                 | Yvonne Caldwell             | |
| 1985         | Days of Our Lives                               | Denise Preston              | |
| 1986         | The Colbys                                      | Lowell Sherman              | Episodi: "The Trial" |
| 1986         | Simon & Simon                                   | Julie                       | Episodi: "Act Five" |
| 1987         | 227                                             | Sherry                      | Episodi: "The Honeymoon's Over"                                                                                                   |
| 1989         | Webster                                         | Denice                      | Episodi: "A-Camping We Will Go"                                                                                                   |
| 1989         | In the Heat of the Night                        | Audrey Moore                | Episodi: "Accused" |
| 1989         | Polly                                           | Nancy                       | Pel·lícula televisiva |
| 1990         | A Different World                               | Lily Connors                | Episodi: "A Campfire Story" |
| 1990         | China Beach                                     | Sweet Hula                  | Episodi: "One Giant Leap" |
| 1990         | Equal Justice                                   | Delia Wayne                 | 4 episodis |
| 1990         | Polly: Comin' Home                              | Nancy Dodds                 | Pel·lícula televisiva |
| 1991         | Father Dowling Mysteries                        | Emily                       | Episodi: "The Monkey Business Mystery"                                                                                            |
| 1991         | A Different World                               | Danielle Vinson             | Episodi: "The Cash Isn't Always Greener"                                                                                          |
| 1992         | Stompin' at the Savoy                           | Dorothy                     | Pel·lícula televisiva |
| 1992–1993    | Rhythm & Blues                                  | Colette Hawkins             | Regular, 13 episodis |
| 1993         | The Sinbad Show                                 | Michelle Michaels           | Episode: "The Par-tay" |
| 1995         | Under One Roof                                  | Maggie Langston             | Regular, 6 episodis Nominada — NAACP Image Award for Outstanding Actress in a Drama Series                                        |
| 1995         | Touched by an Angel                             | Debra Willis                | Episodi: "The Driver" |
| 1996         | America's Dream                                 | Senyoreta Williams          | Pel·lícula televisiva Nominada — NAACP Image Award for Outstanding Actress in a Television Movie, Mini-Series or Dramatic Special |
| 1996         | The Cherokee Kid                                | Abby Holsopple              | Pel·lícula televisiva |
| 1997         | Orleans                                         | Rosalee Clark               | Nominada — NAACP Image Award for Outstanding Actress in a Drama Series                                                            |
| 1997         | Sparks                                          | Monique                     | Episodi: "Too Hot Not to Cool Down"                                                                                               |
| 1997         | Happily Ever After: Fairy Tales for Every Child | Princesa Katusha            | Episodi: "The Golden Goose" |
| 1998         | Prey                                            | Grace                       | 2 episodis |
| 1998         | The Gregory Hines Show                          | Kyra Lewis                  | Episodi: "Wahunthra" |
| 1998         | Moesha                                          | Dr. Woods                   | Episodi: "Psyche Your Mind" |
| 1998         | The Temptations                                 | Johnnie Mae Matthews        | Mini-sèries Nominada — NAACP Image Award for Outstanding Actress in a Television Movie, Mini-Series or Dramatic Special           |
| 1999         | Malcolm & Eddie                                 | Vina Jensen                 | Episodi: "Daddio" |
| 2000         | A Private Affair                                | Nikita Harrell              | Pel·lícula televisiva |
| 2000         | Love Song                                       | Evie Livingston             | Pel·lícula televisiva |
| 2001         | Boston Public                                   | Sra. Michelle Ronning       | 3 episodis Nominada — NAACP Image Award for Outstanding Supporting Actress in a Drama Series                                      |
| 2001         | The Division                                    | Dana                        | Episodi: "The First Hit's Free, Baby"                                                                                             |
| 2002         | One on One                                      | Michelle McCall             | Episodi: "The Way You Make Me Feel"                                                                                               |
| 2002         | The Parkers                                     | Alaina                      | Episodi: "And the Winner Is..."                                                                                                   |
| 2003–2004    | The District                                    | Gwen Hendrix                | 5 episodis Nominada — NAACP Image Award for Outstanding Supporting Actress in a Drama Series                                      |
| 2003–2004    | 10-8: Officers on Duty                          | Gina Barnes                 | Episodis: "Blood Sugar Sex Magik" "Late for School" "Love Don't Love Nobody"                                                      |
| 2004         | CSI: Miami                                      | Tonya Washington            | Episodi: "Speed Kills" |
| 2004         | Strong Medicine                                 | Melanie Rhodes              | Episodi: "Foreign Bodies" |
| 2005         | Joan of Arcadia                                 | Corey Phillips              | Episodi: "Shadows and Light" |
| 2006         | The Closer                                      | Lynn Talmadge               | Episodi: "Slippin'" |
| 2006         | All of Us                                       | Marvella James              | 2 episodis |
| 2009         | CSI: Crime Scene Investigation                  | Judge Himmel                | Episodi: "Miscarriage of Justice"                                                                                                 |
| 2009         | Cold Case                                       | Geraldine Watkins (1970)    | Episodi: "Soul" |
| 2010         | Dexter                                          | Consellera de crisi         | Episodi: "Practically Perfect" |
| 2010–2011    | Hawthorne                                       | Gail Strummer               | 12 episodis Nominada — NAACP Image Award for Outstanding Supporting Actress in a Drama Series                                     |
| 2011         | Detroit 1-8-7                                   | Bonnie McCord               | Episodi: "Stone Cold" |
| 2011         | Let's Stay Together                             | Mimi                        | Episodi: "Daddy's Home" |
| 2011–2019    | Shameless                                       | Carol Fisher                | 18 episodis |
| 2012         | Ringer                                          | Royce Weigler               | Episodi: "I'm the Good Twin" |
| 2012         | Go On                                           | Joyce                       | 2 episodis |
| 2012–2013    | Rizzoli & Isles                                 | Fiscal adjunt del districte | 3 episodis |
| 2013         | Castle                                          | Beryl Wickfield             | Episodi: "Time Will Tell" |
| 2014         | NCIS (sèrie de televisió)                       | Sally Hammond               | Episodi "Crescent City: Part 1"                                                                                                   |
| 2014         | Reckless                                        | Judge Kress                 | Episodi: "Parting Shots" |
| 2015         | Murder in the First                             | Veronza Ervin               | 2 episodis |
| 2015         | Real Husbands of Hollywood                      | Mare de Trina               | Episodi: "When Kevin Met Salli"                                                                                                   |
| 2015         | Hand of God                                     | Eunetta Graham              | 2 episodis |
| 2016         | Miki Howard                                     | Josephine Howard            | Pel·lícula televisiva |
| 2016         | Grey's Anatomy                                  | Lucinda Gamble              | Episodis: "It's Alright, Ma (I'm Only Bleeding)" i "Mama Tried"                                                                   |
| 2016—present | Saints & Sinners                                | Lady Ella Johnson           | Regular |
| 2017         | Survivor's Remorse                              | Camille Jordan              | 3 episodis |
| 2018         | Love Is                                         | 'Wiser' Angela              | Episodi: "(Her) Questions" |
| 2019         | Rel                                             | Nancy                       | Episodi: "Mom" |
| 2019         | Black Monday                                    | Ruth                        | Episodis: "339" i "Arthur Ponzarelli"                                                                                             |
| 2019         | A Black Lady Sketch Show                        | Kiley's Mother              | Episodi: "3rd & Bonaparte Is Always in the Shade"                                                                                 |
| 2019         | Unbelievable                                    | Sarah                       | Episodi: "#1.3" |
| 2019         | The Conners                                     | Carrie Langham              | Episodi: "Smoking Penguins and Santa on Santa Action"                                                                             |
| 2019         | Games People Play                               | Sra. Johnson                | Episodi: "The Drink of Kings" |